# فلیسیته دو ژنلی
فلیسیته دو ژنلی (به فرانسوی: Félicité de Genlis) نویسنده قرن هجدهم میلادی اهل فرانسه است.